# غاري غيلبرت
غاري غيلبرت (بالإنجليزية: Gary Gilbert)‏ هو منتج أفلام أمريكي، ولد في القرن العشرين في ديترويت في الولايات المتحدة.

## وصلات خارجية
- غاري غيلبرت على موقع IMDb (الإنجليزية)
- غاري غيلبرت على موقع قاعدة بيانات الفيلم (الإنجليزية)